# Jean-Baptiste Dubos

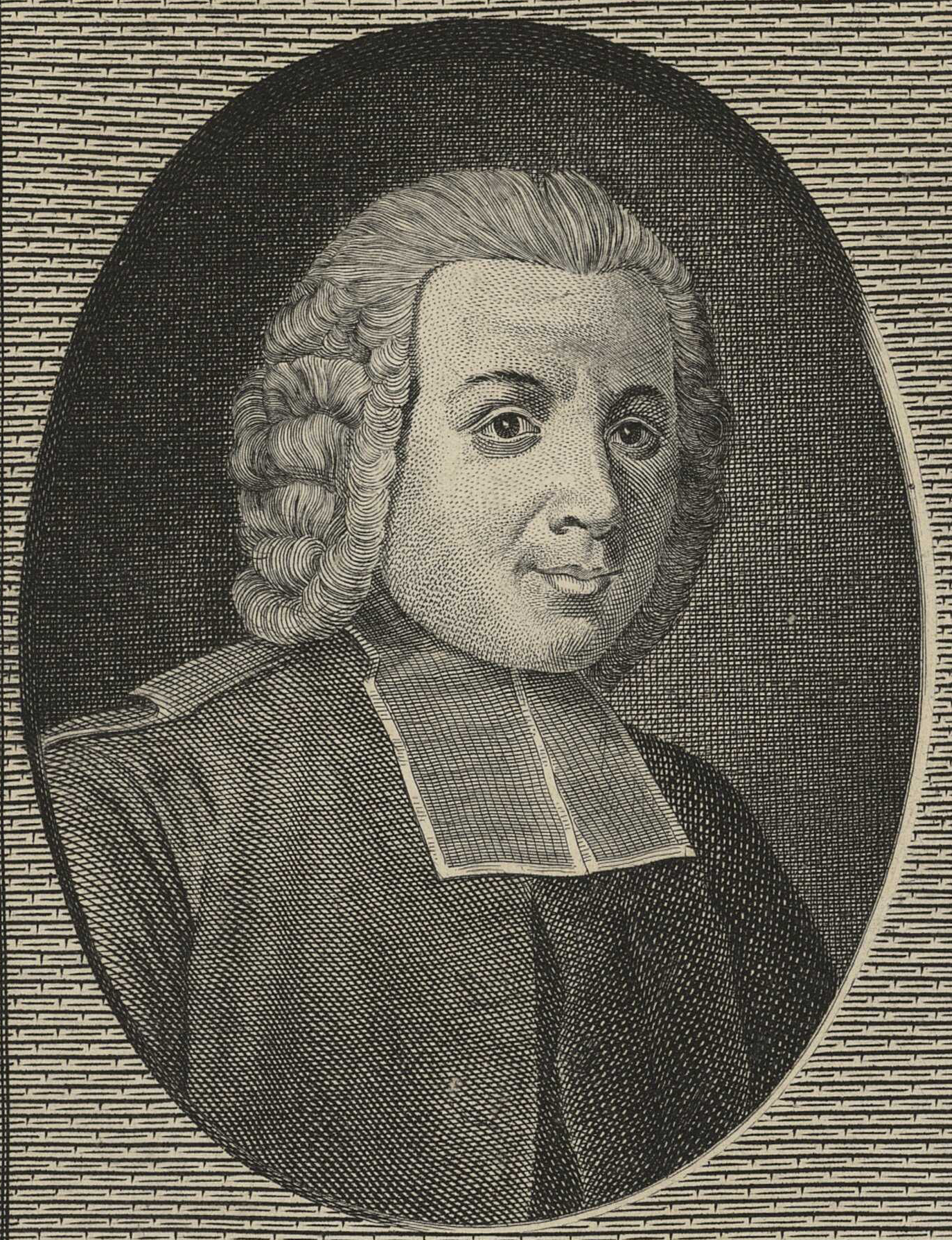
Der „Abbé“ Dubos

Jean-Baptiste Dubos (* im Dezember 1670 in Beauvais; † 23. März 1742 in Paris; auch: Du Bos) war ein französischer Theologe, Ästhetiker und Historiker der Aufklärung.
Dubos studierte Theologie und Rechtswissenschaften und war eine Weile im Staatsdienst beschäftigt, bevor er sich ganz der Schriftstellerei widmete. 1720 wurde er in die Académie française aufgenommen, deren langjähriger Sekretär er war. In seinen geschichtlichen Werken stellte er kontroverse Thesen auf, die etwa von Montesquieu bestritten wurden. Als Abbé war er zudem ein niederer Geistlicher.
Im deutschen Sprachgebiet wurde Dubos vor allem durch seine ästhetische Schrift Réflexions critiques sur la poésie et sur la peinture (Kritische Betrachtungen über die Poesie und Malerei, 1719) bekannt. Darin wandte er sich gegen eine streng regelgeleitete Kunstproduktion, wie sie bis ins 18. Jahrhundert vorherrschte, und stellte stattdessen die Wirkung des Kunstwerks und den Geschmack des Publikums in den Vordergrund. Er bekräftigte, dass es die Aufgaben von Dichtkunst und Malerei seien, „de toucher et de plaire“ („zu berühren und zu gefallen“). Kunst dürfe nicht nur schön sein, sondern müsse die Herzen bewegen. Damit wurde Dubos zu einem Begründer der sogenannten Empfindsamkeit, einer Epoche des Aufbruchs und der Kritik am Rationalismus nach dem Tod des Sonnenkönigs.
Dubos’ Schrift hatte Einfluss auf die Entwicklung des Theaters und der Musik im 18. Jahrhundert. Jean-Jacques Rousseau radikalisierte eine Generation später seine Ansichten.

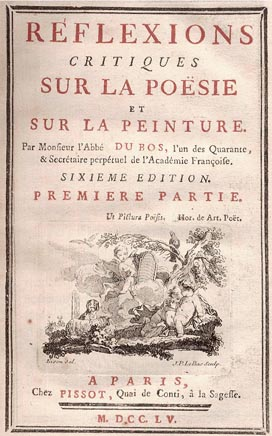
Réflexions critiques sur la poésie et sur la peinture. publiziert 1755 (1. Auflage 1719)

## Werke
- Histoire des quatre Gordiens, prouvée et illustrée par les médailles (1695)
- Les Interests de l’Angleterre mal-entendus dans la guerre présente (1703)
- Histoire de la ligue faite à Cambray entre Jules II, Maximilien Ier, Louis XII, Ferdinand V, et tous les princes d’Italie, contre la république de Venise (1709)
- Réflexions critiques sur la poésie et la peinture (1719)
- Histoire critique de l’établissement de la monarchie française dans les Gaules (1734)